# Christine Ondoa

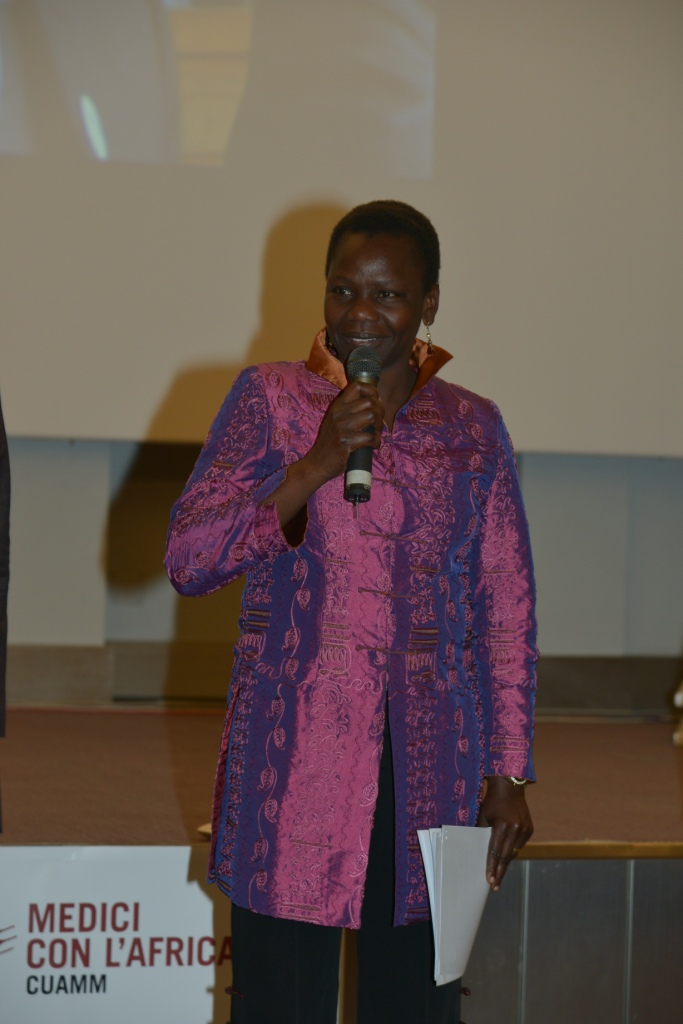
Christine Ondoa

Christine Joyce Dradidi Ondoa là một bác sĩ và quản trị viên y tế, người được coi là một trong những nhà lãnh đạo giỏi nhất của Uganda, đặc biệt là trong việc đảm bảo chất lượng cung cấp dịch vụ y tế ở Uganda được cải thiện, và tuân thủ quy tắc đạo đức và đạo đức của nhân viên y tế. Bà là một bác sĩ nhi khoa và lãnh đạo Cơ đốc giáo ở Uganda, hiện tại đang là Tổng giám đốc của Ủy ban AIDS AIDS. Bà đã được Tổng thống của Uganda bổ nhiệm vào vị trí đó vào tháng 2 năm 2014. Trước đó, Ondoa là Cố vấn cao cấp của Tổng thống Yoweri Kaguta Museveni về Sức khỏe Cộng đồng. Bà là thành viên của hội đồng quản trị của Liên minh vắc xin và tiêm chủng toàn cầu (GAVI). Bà là Bộ trưởng Bộ Y tế tại Nội các Uganda từ năm 2011 đến 2013. Cô được bổ nhiệm vào vị trí đó vào ngày 27 tháng 5 năm 2011, nhưng được thay thế bởi Ruhakana Rugunda vào ngày 23 tháng 5 năm 2013. Với tư cách là một bộ trưởng nội các, Ondoa là một thành viên của Quốc hội Uganda, với tư cách là một người điều hành. Trước đó, Ondoa là Giám đốc điều hành của Bệnh viện giới thiệu khu vực Mbarara, một trong mười bốn bệnh viện giới thiệu khu vực ở Uganda.

## Lý lịch
Ondoa sinh ra ở quận Moyo vào ngày 21 tháng 10 năm 1968.

## Giáo dục
Christine Ondoa đã tham dự trường Cao đẳng Mount Saint Mary Namagunga cho các nghiên cứu trung học của mình. Ondoa có bằng Cử nhân Y khoa và Cử nhân Phẫu thuật (MBChB), lấy năm 1994, từ Trường Y Đại học Makerere (MUMS), trường y khoa lâu đời nhất ở Đông Phi. Bà cũng có bằng Thạc sĩ Y khoa Nhi khoa (MMed), thu được năm 2000, cũng từ MUMS. Vào tháng 3 năm 2011, Ondoa tốt nghiệp Học viện Quản lý Uganda với Bằng sau đại học về Quản trị &amp; Quản lý Công cộng (Dip. PA & M). Năm 2012, bà tốt nghiệp cùng trường với bằng Thạc sĩ Nghiên cứu Quản lý (MMS) Hiện Ondoa đã đăng ký vào Viện Chuyển đổi Quốc gia để lấy bằng Tiến sĩ. Bà đã thực tập tại Bệnh viện St. Francis Nsambya từ năm 1994 đến năm 1995. Ondoa ở lại Nsambya từ năm 1995 cho đến năm 1997, khi bà quay lại Trường Y khoa Đại học Makerere để đào tạo sau đại học về nhi khoa. Từ năm 2000 đến 2009, cô làm việc tại Bệnh viện giới thiệu khu vực Arua với tư cách là bác sĩ tư vấn nhi khoa. Từ năm 2009 đến 2010, Ondoa làm việc tại Bệnh viện giới thiệu khu vực Jinja với tư cách là bác sĩ nhi khoa cao cấp và sau đó được thăng chức Giám đốc bệnh viện và bác sĩ tư vấn nhi khoa cao cấp. Bà cũng từng là chủ tịch của hội đồng quản trị cho Trường Điều dưỡng và Hộ sinh Jinja. Từ tháng 1 năm 2011 đến tháng 5 năm 2011, bà làm Giám đốc điều hành tại Bệnh viện giới thiệu khu vực Mbarara, bệnh viện giảng dạy của Đại học Khoa học và Công nghệ Mbarara. Sau đó, từ ngày 211 tháng 5 đến tháng 5 năm 2013, bà là Bộ trưởng Bộ Y tế của Uganda.